# Zabłocie (powiat łaski)
Zabłocie – wieś w Polsce, położona w województwie łódzkim, w powiecie łaskim, w gminie Widawa.
| SIMC    | Nazwa            | Rodzaj    |
| ------- | ---------------- | --------- |
| 0717809 | Bród Brzykowski  | część wsi |
| 0717815 | Bród Widawski    | część wsi |
| 1039027 | Patoka           | część wsi |
| 0717821 | Zabłocie-Kolonia | część wsi |

W latach 1975–1998 miejscowość należała administracyjnie do województwa sieradzkiego.